# Чирва, Юрий Николаевич
Юрий Николаевич Чирва (6 ноября 1933 — 21 декабря 2022) — литературовед, театральный педагог, профессор, заведующий кафедрой русской литературы и искусства Российского государственного института сценических искусств (с 1990 года) и Санкт-Петербургской государственной консерватории им. Римского-Корсакова, кандидат искусствоведения. Специализировался на творчестве Леонида Андреева.

## Биография
Родился 6 ноября 1933 года.
Окончил факультет журналистики Ленинградского государственного университета. С 1956 года преподавал русскую литературу в Ленинградском театральном институте имени А. Н. Островского (позже преобразованный в ЛГИТМиК, ныне Российский государственный институт сценических искусств). Во второй половине 1950-х выступал как литературный критик на страницах журнала «Звезда».
В 1970 году вышла в свет первая книга Ю. Н. Чирвы, написанная в соавторстве с женой, известным театроведом Л. С. Даниловой. Она была посвящена творчеству актёра Олега Стриженова.
В последующие годы главной темой его исследовательских интересов стало творчество Леонида Андреева. В 1973 г. Чирва защитил кандидатскую диссертацию «Социально-философская драматургия Л. Н. Андреева 1905—1909 годов и проблема развития драматургии конца XIX — начала XX веков». А в конце 1980-х гг. был издан двухтомник драматических произведений писателя, от начала и до конца подготовленный и откомментированный профессором. Около 30-ти докторских и кандидатских диссертаций только на русском языке о русской литературе ссылаются на труды Чирвы о Л. Андрееве.
С 1990 года до последних дней жизни возглавлял кафедру русской литературы и искусства в РГИСИ.
Лекции Ю. Н. Чирвы по истории русской литературы, которые он читал больше 50 лет в Российском государственном институте сценических искусств и Санкт-Петербургской государственной консерватории им. Римского-Корсакова (кафедры оперной и балетной режиссуры) оказали существенное влияние на отечественный театр. Огромное количество артистов, балетмейстеров, балетоведов, театральных оперных, балетных и музыкальных критиков, оперных режиссёров-постановщиков, сценаристов, драматургов, театральных художников и театроведов начали серьёзное знакомство с русской литературой на его занятиях и лекциях. Сам педагог неоднократно выступал литературным консультантом во многих постановках петербургских театров по классическим текстам русской словесности. «Полномочный представитель Её величества русской литературы», — в своём эссе об учителе назвала Ю. Н. Чирву писатель и журналист Татьяна Москвина. «Его лекции по русской литературе я перечитываю как отдельное художественное произведение» — восхищалась в одном из интервью популярная актриса Елизавета Боярская, ещё одна ученица Чирвы. «Нет дня, когда бы я не вспоминал уроки Юрия Николаевича», — говорил на церемонии вручения премии Ю. Н. Чирве народный артист России Н. Н. Иванов. Среди его бывших студентов — многие известные российские артисты, писатели, театральные критики, режиссёры и драматурги.
Жена — Людмила Сергеевна Данилова, театровед, дочь доктора искусствоведения С. С. Данилова.
Скончался 21 декабря 2022 года после продолжительной болезни на 90-м году жизни.

## Награды
- Орден Почёта (1 сентября 2008 года) — за большие заслуги в развитии отечественной культуры и искусства, многолетнюю плодотворную деятельность[8][9].
- Благодарность министра культуры Российской Федерации (10 ноября 2003 года) — за многолетний творческо-педагогический труд, за большой вклад в подготовку специалистов в сфере театрального искусства, а также в связи с 70-летием со дня рождения[10].
- Почётная премия «За выдающийся вклад в театральную педагогику» (2013)[11]

## Монографии
- «Андреев Л. Н. Драматические произведения». В 2-х томах / Сост., автор вступ. ст. и примеч. Ю. Н. Чирва. — Л.: Искусство, 1989.
- Данилова Л. С., Чирва Ю. Н. «Олег Стриженов». Л. Искусство, 1970.
- Чирва Ю. Н. «О литературе, театре и кино». Издательство РГИСИ, 2022, ISBN 978-5-88689-155-3

## Статьи и комментарии
- Статьи Ю. Н. Чирвы в Петербургском театральном журнале с 1999—2007 гг.
- Чирва Ю. Н. Комментарии // Андреев Л. Н. Собр. соч.: В 6 т. М.: Художественная литература. — Т. 6. — 1996. — С. 592—646.
- Чирва Ю. Н. О пьесах Л.Андреева // Андреев Л. Н. Драматические произведения: В 2 т. — Л., 1989. — Т. 1. С. 3 — 43. (Библиотека русской драматургии).
- Чирва Ю. Н. Примечания // Андреев Л. Н. Драматические произведения. В 2-х томах. Л.: Искусство, 1989. — Т. 1. — С. 473—525.
- Чирва Ю. Н. Примечания // Андреев Л. Н. Драматические произведения. В 2-х томах. Л.: Искусство, 1989. — Т. 2. — С. 487—549.
- Чирва Ю. Н. О пьесах М.Горького и Л.Андреева эпохи первой русской революции / Ю. Н. Чирва // Русский театр и драматургия эпохи революции 1905—1907 годов: Сб. науч. тр. / Отв. ред А. А. Нинов. Л.: ЛГИТМИК , 1987. С. 132—149.
- Чирва Ю. Н. О театральности прозы Достоевского //Театр. — 1985. — № 8. — С.136 — 139
- Данилова Л. С., Чирва Ю. Н. А. Н. Островский и его соавторы //А. Н. Островский. Поли. собр. соч. М., 1973—1980. — Т. 8. — С. 360—393.
- Чирва Ю. Н. Островский и Л. Андреев // А. А. Островский и литературно-театральное движение XIX—XX вв. / Отв. ред. Н. И. Пруцков. -Л.: Наука, 1974. С. 230—265.
- Чирва Ю. Н. О «драме идей» Л.Андреева. К столетию со дня рождения // Театр. 1971. — № 9. — С. 90-99.
- Чирва Ю. Н. Вселенная, человек, история. К столетию со дня рождения Леонида Андреева // Нева. 1971. — № 8. — С. 177—183.